# Au nom de tous les miens (film)
Pour le récit autobiographique, voir Au nom de tous les miens.
Pour plus de détails, voir Fiche technique et Distribution.
Au nom de tous les miens est un film franco-canado-hongrois réalisé par Robert Enrico, sorti en 1983.
Il s'agit de l'adaptation du livre autobiographique du même titre écrit par Martin Gray et Max Gallo (1971).
Il est diffusé à la télévision sous forme de mini-série de huit heures, donnant la version rallongée du film, au Québec à partir du 6 février 1985 à la Télévision de Radio-Canada, et en France dès le 7 février 1985 sur TF1.

## Synopsis
Le film retrace, en suivant les grandes lignes du livre du même titre de Martin Gray et Max Gallo, y compris ses éléments controversés, l'histoire de Martin Gray, qui fut déporté pendant la Seconde Guerre mondiale, ainsi que sa mère et ses frères, et sera le seul à survivre. Il parvient à s'échapper du camp d'extermination de Treblinka pour retrouver son père à Varsovie. Mais quand son père se fait tuer lors de l'insurrection du Ghetto de Varsovie au printemps 1943, il rejoint l'Armée soviétique pour un temps, puis il part aux États-Unis, y rencontre Dina, et s'installe en France avec elle pour fonder une famille. Mais sa famille meurt dans un incendie de forêt dont il est le seul rescapé.
Le film comporte certains éléments qui ne proviennent pas du livre. Par exemple — et c'est ainsi que le film débute et c'est son fil conducteur —, lorsque Martin Gray reçoit, au soir de la mort de sa femme et de ses enfants dans l'incendie, un coup de téléphone d'un anonyme qui le traite de « youpin », l'accuse d'avoir laissé mourir toute sa famille dans l'incendie, dont sa femme qui n'« était pas du peuple élu, [car] sinon [il serait] resté avec elle », lui dit : « […] vous les Juifs, vous savez comment survivre, Hitler et Staline ne sont pas parvenus à vous exterminer alors c'est pas un petit feu de forêt qui peut le faire et les Juifs ça repousse, comme les mauvaises herbes » et lui demande comment il se fait qu'il soit toujours en vie et si les « Juifs peuvent éprouver de la honte ». C'est ainsi que Martin Gray entreprend, après avoir voulu se suicider, et pour tenir la promesse faite à sa femme pour ses enfants, d'enregistrer au magnétophone le récit de sa vie, lequel débute à l'hiver 1939 à Varsovie et prend fin lors de l'incendie où ils périssent. Au matin, ayant terminé sa dictée, et le téléphone se remettant à sonner, Martin Gray décide de vivre en souvenir des paroles de son père dans le ghetto de Varsovie : « Garde toi Martin, jusqu'au bout, seule la vie est sacrée, souviens-t-en. Mais la survie en elle-même n'a pas de sens, c'est pour qui tu survis qui est important. Un jour tu auras des enfants, donne leur tout de toi, parce que les enfants sont notre avenir, comme toi tu es le mien ».

## Fiche technique
Sauf indication contraire, les informations mentionnées dans cette section peuvent être confirmées par la base de données cinématographiques Unifrance,  présente dans la section « Liens externes ».
- Titre original : Au nom de tous les miens
- Titre international : For Those I Loved
- Réalisation : Robert Enrico, assisté de Jérôme Enrico
- Scénario : Robert Enrico et Tony Sheer, d'après le livre de Martin Gray et Max Gallo
- Musique : Maurice Jarre
- Décors : Jean-Louis Povéda
- Costumes : Corinne Jorry
- Photographie : François Catonné
- Son : Harrick Maury et Claude Hazanavicius
- Montage : Patricia Nény et Sophie Cornu
- Production : Pierre David, André Djaoui, Robert Enrico et Jacques-Éric Strauss
- Production déléguée : Jacques-Éric Strauss
- Sociétés de production : Héroux Claude Production, TF1 Films Production et Producteurs Associés ; Les Productions Mutuelles (production étrangère)
- Société de distribution : Cinema International Corporation
- Pays de production :  Canada,  France,  Hongrie
- Langues originales : français ; anglais, russe, polonais, allemand, hébreu
- Format : couleur
- Genres : drame biographique ; guerre
- Durée : 145 minutes
- Dates de sortie :
  - Canada : 12 octobre 1983 (avant-première mondiale)
  - France : 9 novembre 1983
- Affiche : Jouineau Bourduge (France)

## Distribution
- Michael York : Martin Gray, à 40 ans / le père de Martin
  - Jacques Penot : Martin Gray, jeune
- Macha Méril : la mère de Martin
- Brigitte Fossey : Dina Gray
- Jean Bouise : le docteur Ciljimaster
- Boris Bergman	: Abram
- Bernard Freyd	: le colonel NKVD
- Dominique Frot : Marie
- Helen Hughes : la grand-mère de Martin
- Jean Lescot : un ami Kapo
- Guy Matchoro : Pavel
- Wolfgang Müller : Mokotow
- Eugeniusz Priwieziencew (pl) : Rutbinstein
- Fabienne Tricottet : Zofia
- Igor Tyczka : Schultz
- Bruno Wolkowitch : Jurek

## Production

### Tournage
Le tournage a lieu au Québec pour le château Montebello et à Montréal, à Cannes et Paris en France, à Budapest en Hongrie et à New York aux États-Unis, entre le 9 août 1982 et le 18 février 1983.

### Musique
La musique du film est composée par Maurice Jarre :

#### Version cinématographique
1. Au nom de tous les miens (2:22)
2. Premier amour (3:12)
3. Marche de l'insurrection (2:41)
4. Le passé (1:57)
5. Mélodie Palace (3:17)
6. Treblinka (1:52)
7. Évasion (1:36)
8. Zofia (2:29)
9. Déportation (3:56)
10. Café sztuka (3:21)
11. Soulèvement du ghetto (2:42)
12. Le feu (2:01)
13. Espérance (2:54)
14. Survie (1:24)
15. Dina (1:46)
16. Valse (2:20)

#### Version télévisée
Cette composition fait suite de celle du film :
1. Survie (2:35)
2. La valse de Zofia (2:23)
3. Insurrection (3:39)
4. Solitude (2:44)
5. La grand-mère (2:18)
6. Résistance (2:22)
7. L'Amérique (2:14)
8. Les jours heureux (2:29)
9. Destruction (2:29)
10. Après la mort de la mère (2:19)
11. Martin et Zofia (1:58)
12. Le café du ghetto (3:36)
13. Souvenir (4:01)
14. Au nom de tous les miens (2:55)

## Distinctions
Sauf indication contraire, les informations mentionnées dans cette section peuvent être confirmées par la base de données cinématographiques IMDb,  présente dans la section « Liens externes ».
Nominations
- Cérémonie des César 1984 :
  - Meilleur espoir masculin pour Jacques Penot
  - Meilleure adaptation pour Robert Enrico